# 악장 (관현악단)

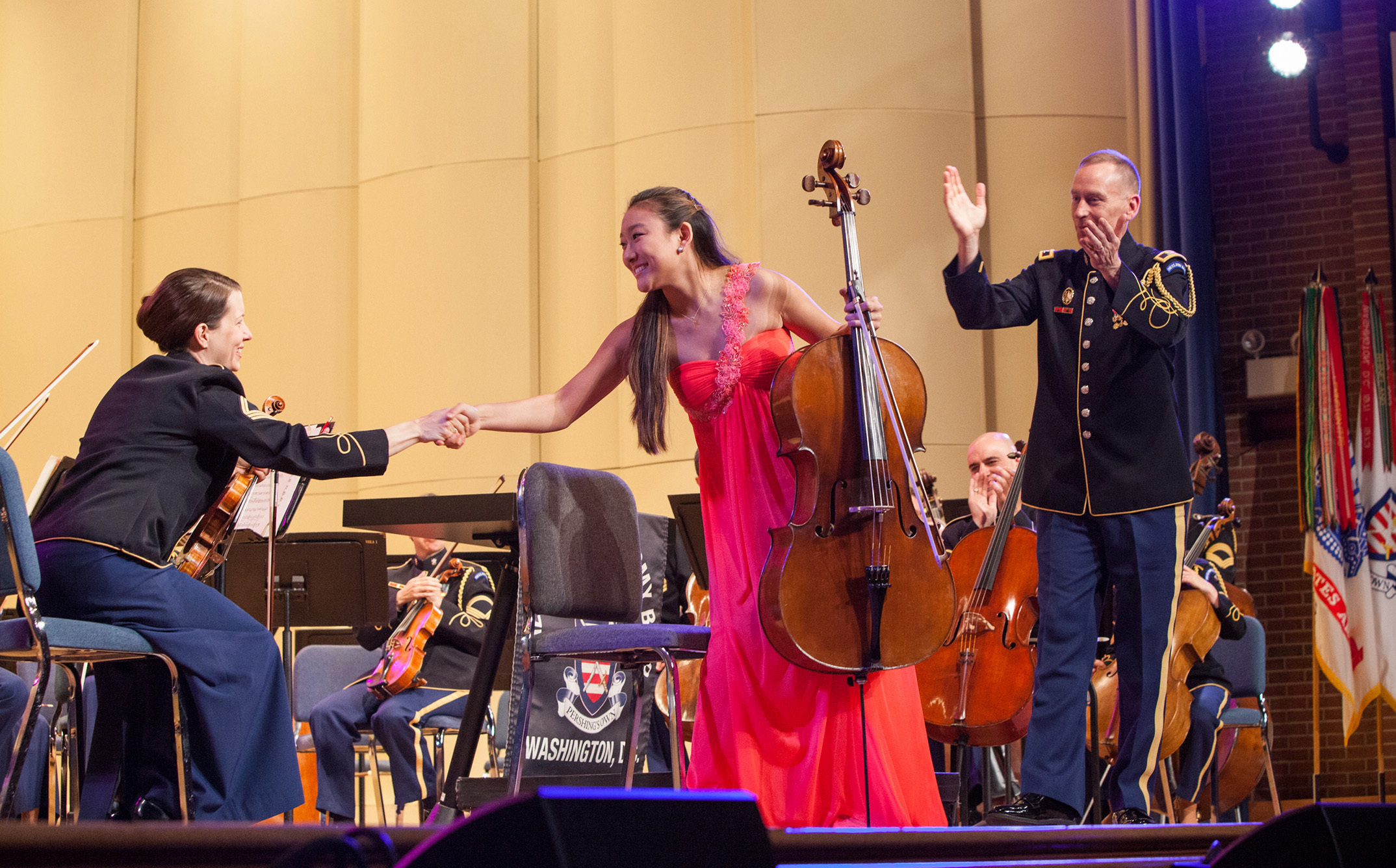

악장(樂長, concertmaster 콘서트마스터[*], 독일어: Konzertmeister 콘체르트마이스터[*])는 주로 관현악단의 제1바이올린의 수석 연주자, 또는 현악 사중주단의 제1바이올린 연주자를 가리키는 말이다. 지휘자의 보조적 역할을 함과 동시에 지휘자와 악단 사이의 중개역할도 한다. 그리고 지휘자를 대리하기도 하고 악단의 자주적 통일의 중심이 되기도 하며, 현악기군의 주법의 세부도 결정한다. 또한 악단의 피치(음높이)를 맞추는 지시도 하며, 특히 지정이 없는 한 악곡 중의 바이올린 독주부를 연주하기도 한다. 그러므로 인격적으로나 기술적으로 신뢰받는 사람이 이 지위에 오른다.

## 같이 보기
- 현악 사중주